# Mukarago
Mukarago är ett periodiskt vattendrag i Burundi.   Det ligger i provinsen Cankuzo, i den nordöstra delen av landet, 140 km öster om huvudstaden Bujumbura.
I omgivningarna runt Mukarago växer huvudsakligen savannskog. Runt Mukarago är det ganska tätbefolkat, med 86 invånare per kvadratkilometer.